# Rutti (singolo)
Rutti è un singolo del cantautore italiano Morgan, pubblicato il 24 maggio 2024 dalla Warner Music Italy.

## Promozione
Il brano è stato presentato durante l'edizione del 2024 del Concerto del Primo Maggio, svoltosi al Circo Massimo di Roma.

## Tracce
1. Rutti 2:36